# Margites aggregatus
Margites aggregatus är en skalbaggsart som beskrevs av Holzschuh 1999. Margites aggregatus ingår i släktet Margites och familjen långhorningar. Inga underarter finns listade i Catalogue of Life.